# 청명북로
청명북로(Cheongmyeongbuk-ro)는 경기도 수원시 영통구 영통동 중소기업청삼거리  에서 수원시 영통구 영통동 청명고삼거리를 잇는도로이다.

## 주요 경유지
경기도
- 수원시 영통구 (영통동)

## 노선
| 이름             | 접속 노선              | 소재지 | 소재지 | 비고 |
| ---------------- | ---------------------- | ------ | ------ | ---- |
| 중소기업청삼거리 | 반달로                 | 수원시 | 영통구 |      |
| 신성초교사거리   | 청명로                 | 수원시 | 영통구 |      |
| 청명역사거리     | 국도 제43호선 (봉영로) | 수원시 | 영통구 |      |
| 청명고삼거리     | 영통로                 | 수원시 | 영통구 |      |

## 주요 건물및 시설
- 신성초등학교 (청명북로 42/영통동 1049-2)
- 수원하이텍고등학교 (청명북로 56/영통동 1049-1)
- 세븐일레븐 영통청명주공점 (청명북로 83/영통동 1048-5)
- 청명중학교 (청명북로 118/영통동 955-3)